# 폴른 (트랜스포머)
폴른 (The Fallen)은 트랜스포머의 등장하는 존재이자 열세 명의 최초의 트랜스포머들 중 한 명인 메가트로너스 (Megatronus)였다.

## 상세
폴른은 어둠의 전사인 최초의 트랜스포머이다. 창조자 프라이머스를 배신하고 형제들에게 등을 돌린 뒤 유니크론의 수하가 되었다. 상식적으로 이해하기 어렵지만 트랜스포머 세계관 작품 마다 탄생 기원 이나 행동 등이 판이하게 다르게 나타나더라도, 폴른은 모두 차원을 뛰어 넘어온 동일 인물이다
실사영화 세계관 에서는(고대 프라임은 일곱명) 메가트론의 정신을 세뇌, 디셉티콘을 조직하고 전쟁을 일으킨 주범이고 디셉티콘의 원조이다. <트랜스포머: 패자의 역습>에서는 딱히 이렇다 하고 할만 한 활약한 모습은 없다. 제트파이어의 부품과 합체한 옵티머스에게 압도적으로 밀려서 사망한다.
폴른은 어느 한 차원에서 죽더라도 모든 트랜스포머 차원에서 소멸하는 것이 아니며, '진정한' 자신의 세계로 돌아간다.

## 같이 보기
- 트랜스포머